# Ernie Konnyu
Ernie Konnyu właściwie Ernest Leslie Konnyu (ur. 17 maja 1937 w Tamási na Węgrzech) – amerykański polityk, członek Partii Republikańskiej.

## Działalność polityczna
W okresie od 3 stycznia 1987 do 3 stycznia 1989 przez jedną kadencję był przedstawicielem 12. okręgu wyborczego w stanie Kalifornia w Izbie Reprezentantów Stanów Zjednoczonych.